# The Stripper
"The Stripper" er en melodi komponeret af David Rose, indspillet i 1958 og udgivet fire år senere. Den røber sin jazzindflydelse med de særligt prominente trombonelinjer, og fremmaner følelsen af musik benyttet til at ledsage striptease.  
Melodien fik en fremtrædende plads ved et rent held. David Rose havde indspillet "Ebb Tide" som A-siden på en grammofonpladeudgivelse. Hans pladeselskab, MGM Records, ønskede at få pladen på markedet i en fart, men de opdagede, at der manglede en B-side. Rose var bortrejst da situationen opstod, og en ansat ved MGM fik opgaven at gå nogle af Roses ikke-udgivne materiale igennem for at finde noget egnet; han kunne lide melodien og valgte den som bagside til grammofonpladen. Melodien opnåede førstepladsen på Billboard's Top 100 hitliste i juli 1962.